# Butagaz
Butagaz est une entreprise française créée en 1931.
Propriété du groupe DCC Energy depuis 2015, elle est présente sur le marché des gaz de pétrole liquéfiés (propane et butane), du gaz naturel et de l'électricité en France, pour les particuliers et les professionnels.

Plaque émaillée publicitaire Butagaz avec l’emblématique ours bleu.

## Histoire

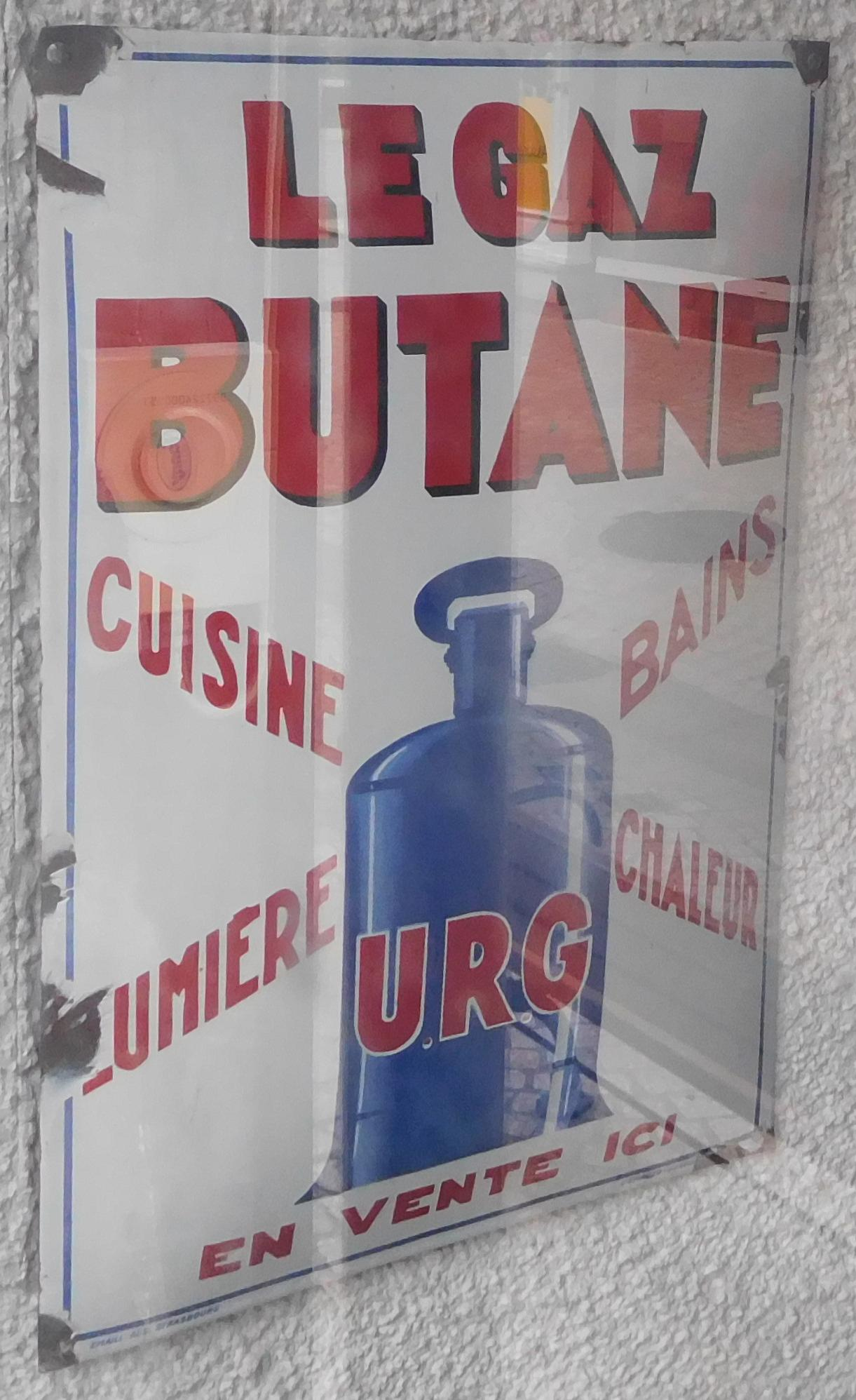
Vieille plaque émaillé vantant les différents usages du gaz fourni par la société URG.

Shell crée en 1931 la société URG (Société pour l'utilisation rationnelle des gaz),,, qui prendra dans les années 1950 le nom de Butagaz. Elle est fondée par deux ingénieurs français pour mettre en bouteille les gaz de pétrole liquéfiés (butane et propane) produits par les raffineries françaises des pétroliers Shell et BP, qu'elle vend ensuite d'ordre et pour compte de ces deux sociétés : elle agit donc comme mandataire de celles-ci.
Les deux ingénieurs enregistrent les marques « Butagaz » (butane) et « Propagaz » (propane) et vendent du gaz liquéfié dans des bouteilles en acier qui ont déjà la couleur bleue caractéristique et peuvent contenir 13 kg de gaz. En 1932, ils expédient la première cargaison de gaz en provenance des États-Unis.
De 1940 à 1948, le gaz en bouteille est difficilement disponible en Europe. Les installations de l'URG ont été détruites pendant la Seconde guerre mondiale. En 1948, Butagaz est à nouveau commercialisé aux Pays-Bas. Il s'agissait de gaz provenant des raffineries du Rijnmond, notamment Shell Pernis (nl). Butagaz est déjà affilié à Shell, également en France où la distribution de bouteilles de gaz reprend en 1949.
Alors qu'à l'origine le gaz était principalement utilisé pour cuisiner, depuis les années 1950, l'utilisation du gaz en bouteille pour le chauffage des locaux et la préparation d'eau chaude a également été encouragée en France. À partir de 1962, des réservoirs de gaz sont également installés pour les utilisateurs non raccordés au réseau de gaz. Des casiers à bouteilles de gaz sont créés en France et l'ours bleu, la mascotte publicitaire, apparaît également.
Pendant de nombreuses années Butagaz produit une émission de radio matinale : Bonjour Monsieur Le Maire animée par Pierre Bonte pour raconter la vie d’une petite commune rurale et vanter la marque, sur un air populaire…
Longtemps la sortie de la bouteille de gaz en plastique ou demie contenance est envisagée en raison des coûts importants de logistique et du transport pour les particuliers.
Progressivement les citernes remplacent les bouteilles jumelées dans les résidences secondaire, les pavillons, les collectivités, chaque fois que le gaz ne peut être distribué par réseau.
Butagaz est le premier opérateur de GPL sur le marché français en bouteilles comme en citernes.
1969, Au cours d’un grand congrès commercial à Megève, la force de vente découvre le projet de communication de l’ours Bleu (Publicis) , une image proche des gens, des enfants et du bien être. Une mascotte, un ours bleu, qui modernise (comme le tigre Esso) les campagnes de publicité et les supports de communication du groupe. En 2005, la mascotte prend le nom de « Bob » une image bon enfant, qui rappelle Casimir à la télévision…
En 2012, à l'occasion des 80 ans de la marque, la société change de logotype.[réf. souhaitée]
En 2015, Shell revend l'entreprise au groupe DCC Energy.

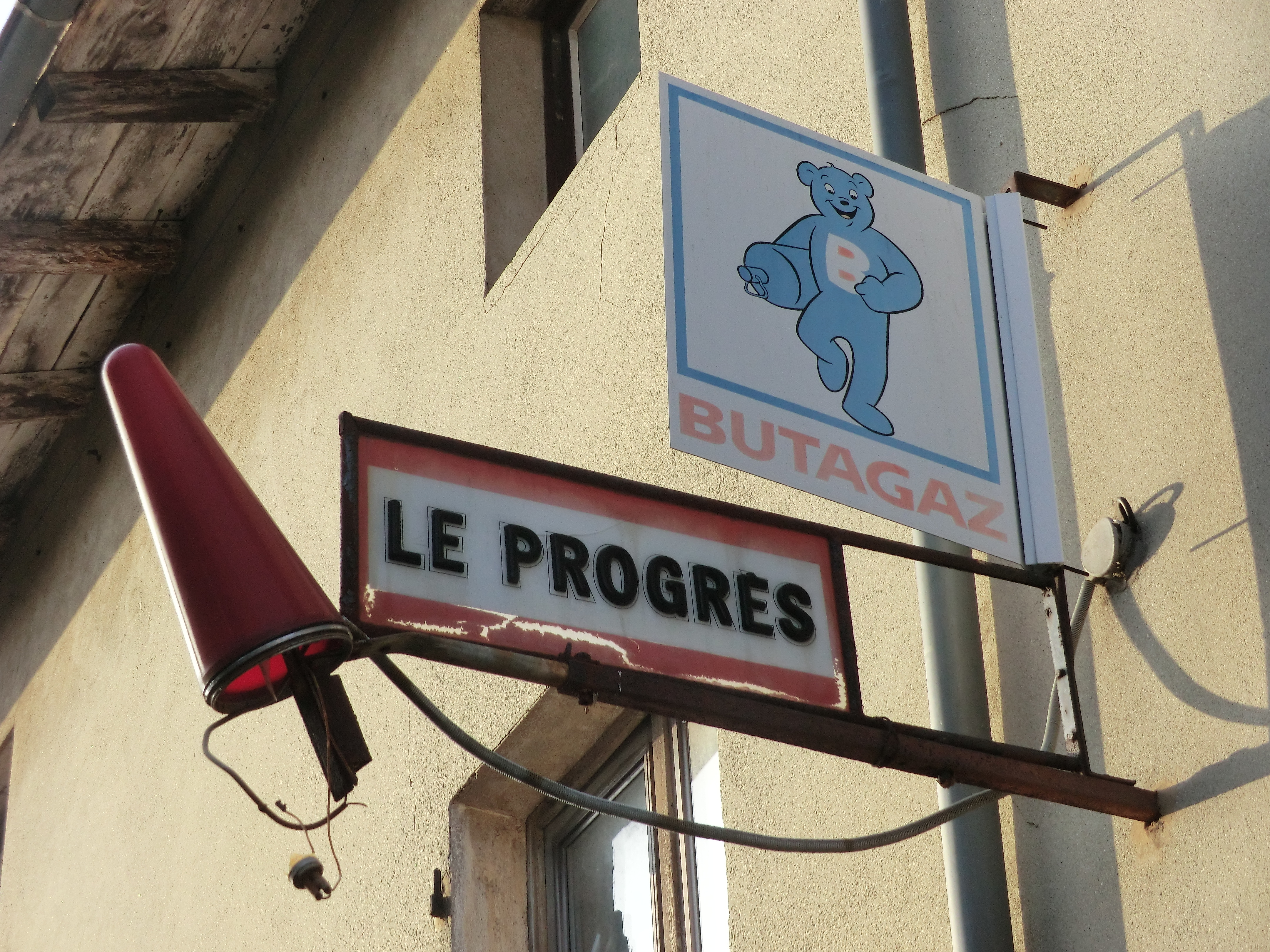
L'ours bleu indiquant la vente de bouteilles Butagaz dans une ancienne boutique de Saint-Jean-de-Thurigneux.
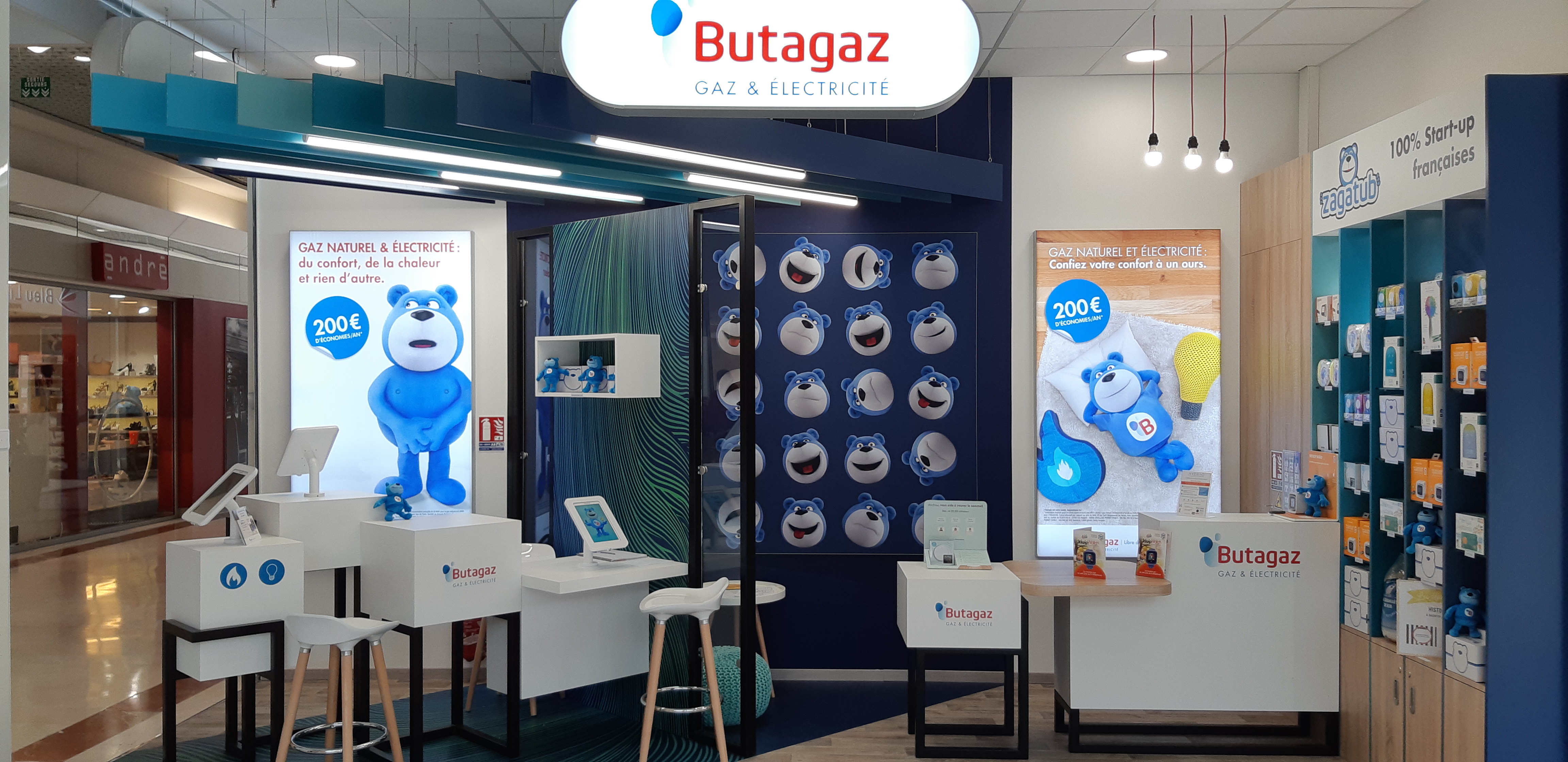
Une boutique Butagaz à Béziers, avec le logo actuel et la version modernisée de l'ours Bob, qui est doté d'une personnalité désinvolte et impertinente.

## Activités
Butagaz commercialise :

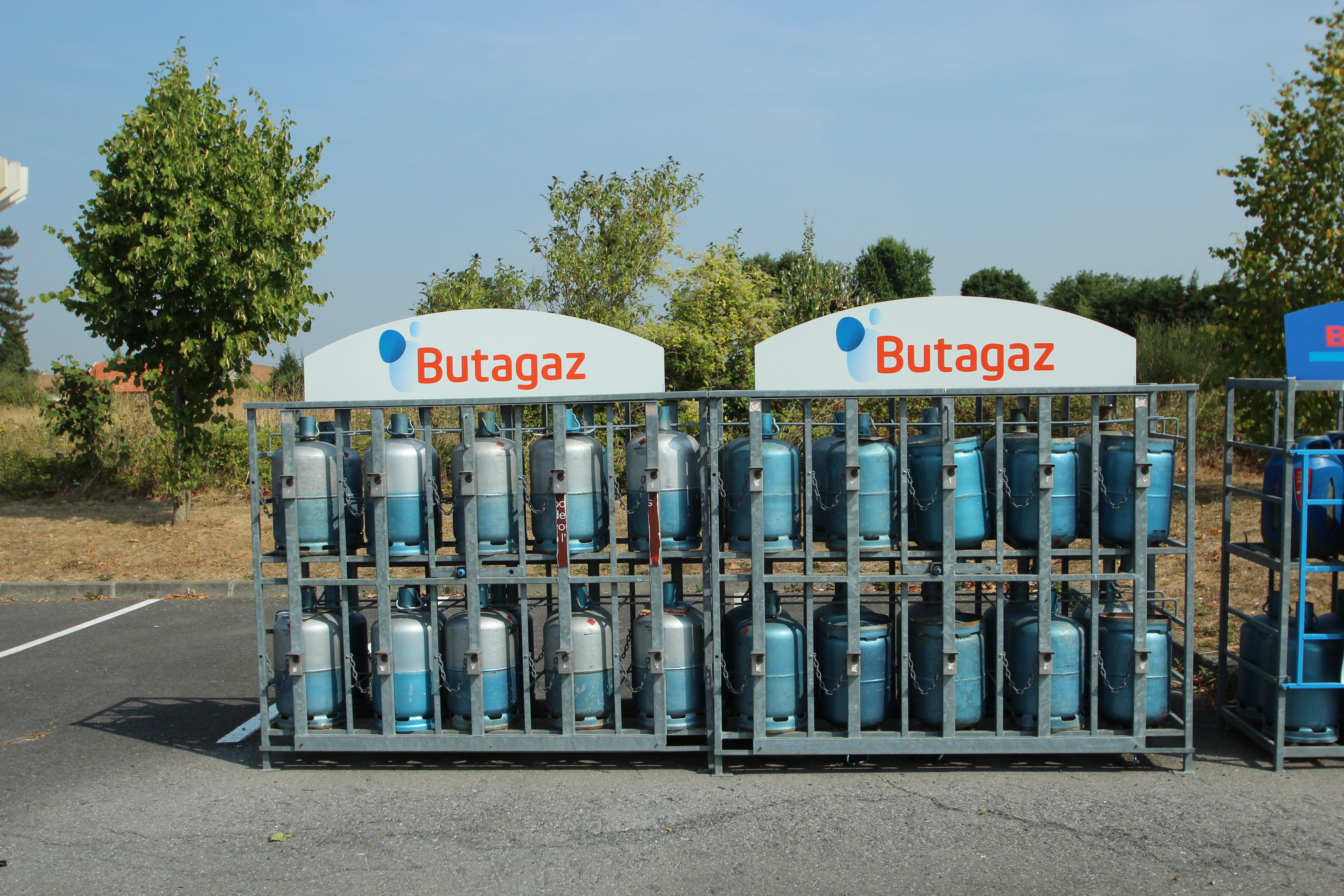
Station-service Carrefour Market de Gometz-la-Ville.

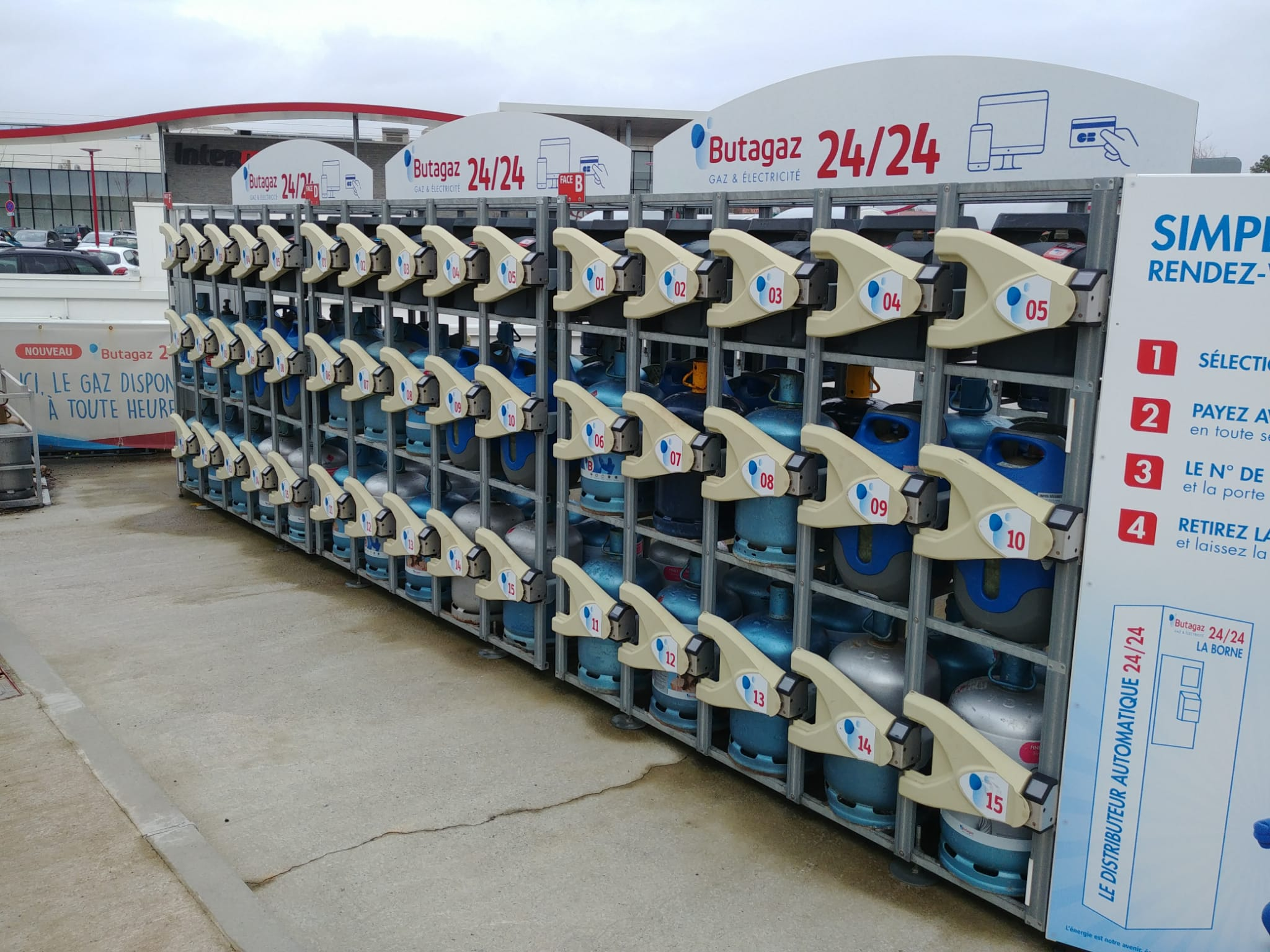
Un distributeur automatique 24h/24 de bouteilles Butagaz d'une station-service d'un magasin Intermarché.

- des bouteilles de butane de 6 kg, 10 kg, 13 kg et de propane de 5 kg, 13 kg et 35 kg ;
- des citernes de propane aériennes et enterrées (à la vente et à la location) ainsi que des contrats de livraison de propane ;
- du gaz naturel ;
- de l'électricité ;
- des solutions de gaz propane en réseau ;
- du GPL carburant ;
- des granulés de bois[6].

Si elles sont physiquement identiques, les bouteilles de 13 kg de butane et de propane ne sont pas interchangeables. En effet, pour un bon fonctionnement, il faut impérativement respecter la nature du gaz mentionnée sur le détendeur car ils sont spécifiques au gaz.
La bouteille Butagaz propane 13 kg est de couleur gris et bleu. Gris en haut et bleu en bas. 
La bouteille Butagaz butane 13 kg est entièrement de couleur bleue, et ce depuis la création de la marque qui remonte à 1931. La couleur bleue est le signe distinctif de la marque Butagaz, tout comme l’ours bleu, emblème de la marque.
Il existe aussi la bouteille de propane de 35 kg, entièrement grise, adaptée aux usages intensifs. 
Un détendeur "propane" délivre une pression de 37 mbar contre 28 mbar pour un détendeur "butane".
Le stockage du propane est obligatoirement à l’extérieur du fait de sa pression plus élevée. Un détendeur primaire abaisse la pression à 1,5 bar avant de pénétrer dans un lieu clos puis un détendeur secondaire abaisse la pression à 37 mbar.
Le butane peut être stocké indifféremment à l'intérieur ou à l'extérieur. La pression dans la bouteille étant quasiment nulle à −0,5 °C. Le butane est inutilisable par temps froid. Il est donc inapproprié pour un parasols chauffants mais convient parfaitement aux  barbecues, plancha et autres utilisations par temps clément telles que le désherbeur thermique. 
Le propane en citerne permet de couvrir plusieurs besoins dans une habitation : chauffage, eau chaude, cuisson.

## Marchés européens
Butagaz est actif dans dix pays européens, dont la France, le Benelux, la Grande-Bretagne et plusieurs pays d'Europe de l'Est.
En France, première zone de vente, Butagaz détient une part de marché de 35 % du gaz en bouteille (propane et butane), et de 27 % du butane et propane liquides. 200 kilotonnes de gaz en bouteille et 450 kilotonnes de gaz pour réservoirs de gaz sont vendues chaque année.